# 11 лютого
11 лютого — 42-й день року в григоріанському календарі. До кінця року залишається 323 дні (324 дні — у високосні роки).

## Свята і пам'ятні дні

### Міжнародні
- ООН: Міжнародний день жінок і дівчат у науці (2015)[1]

### Національні
- Японія: День заснування держави.

### Релігійні

#### Християнство
- Всесвітній день хворих
- День Святої Благовірної Авґусти Теодори.
- День святого Власа

Православ'я:
- Сщмч. Власія, єп. Севастійського.
- Блгв. кн. Всеволода Мстиславича, у хрещенні Гавриїла.
- Прав. Феодори, імператриці Візантійської, що відновила шанування святих ікон.

### Іменини
✝  Католицькі:
✙ Православні: Власій, Всеволод, Гавриїл, Феодора.

## Події

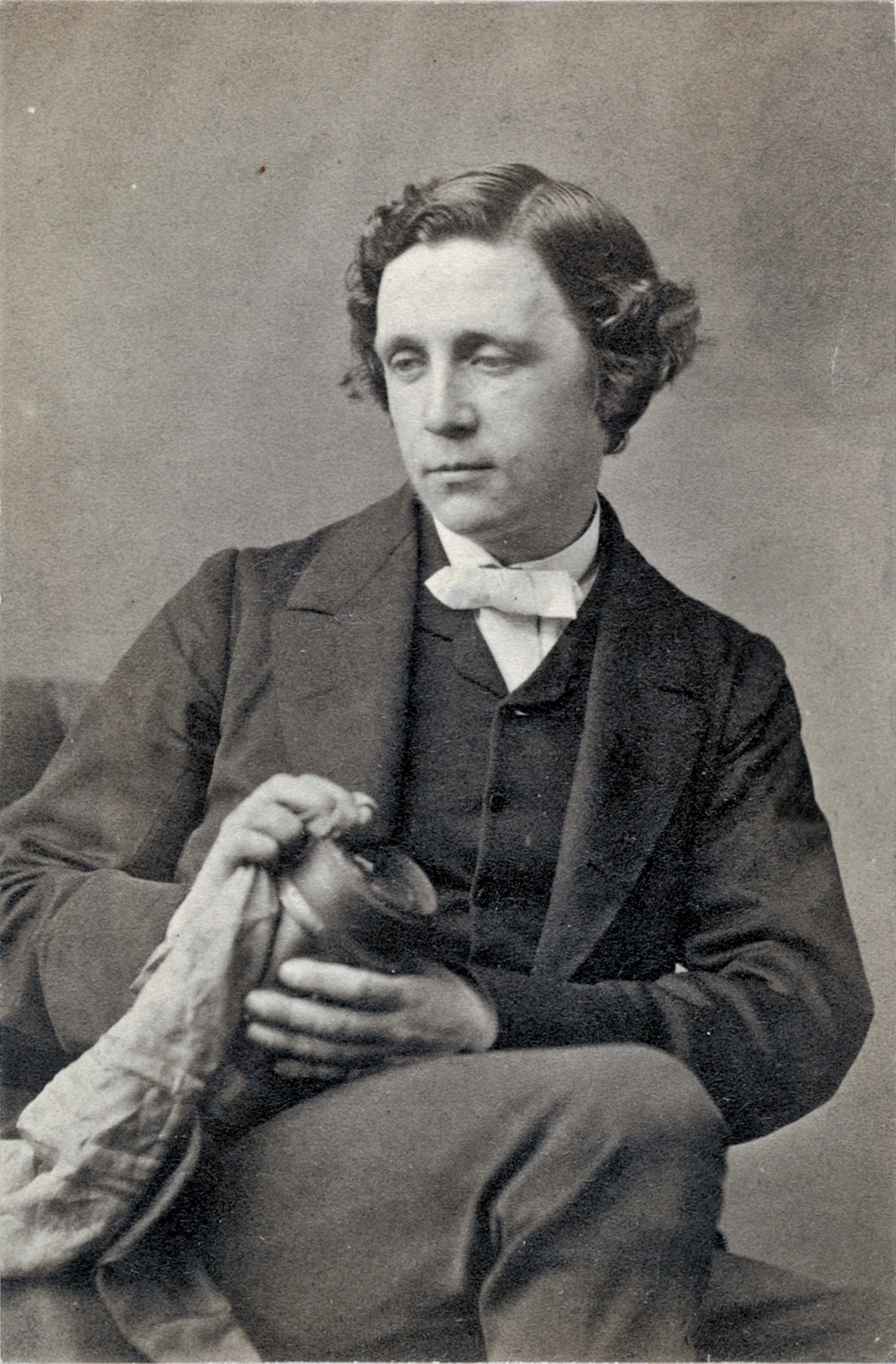
Льюїс Керрол

- 660 до н. е. — згідно з легендою, вождь японських племен Дзімму заснував державу Японія і поклав початок імператорському роду країни.
- 55 — Тиберій Клавдій Цезар Британнік, син римського імператора Клавдія, був отруєний Нероном, за допомогою знаменитої отруйниці Локусти.
- 244 — У Месопотамії, за наказом Філіпа Араба, таємно вбито римського імператора Гордіана III.
- 435 — Африканські завоювання вандалів Гейзеріха були визнані за мирним договором імператором Валентиніаном III. Вандали отримали у володіння східну Мавританія з частиною Нумідії, але зобов'язалися натомість платити щорічну данину імперії та захищати кордони від берберів як федерати. Гейзеріх віддав заручником у Рим свого сина Гунеріха, який невдовзі повернувся.
- 1115 — Повстання рейнських і вестфальських князів: імператор Священної Римської імперії Генріх V був переможений у битві при Вельфесгольце, біля Вельфського лісу на річці Віппер під Мансфельдом.
- 1234 — Під час походів німецьких хрестоносців, метою яких було завоювання і насильницька християнізація балтійських племен (куршів, ливів і т. д.), створено незалежне духовне князівство Курляндське єпископство. Столицею єпископії став м. Пілтене (раніше нім. Пільтен).
- 1573 — Гугенотські війни: католицькі війська починають облогу Ла-Рошелі.
- 1626 — Негус Ефіопії Суснийосе і патріарх Альфонсо Мендес оголошують про підпорядкування ефіопської православної церкви Риму та проголошення католицизму державною релігією.
- 1659 — Дансько-шведська війна: шведи роблять невдалий штурм Копенгагена.
- 1695 — Польсько-турецька війна: великий коронний гетьман Станіслав Ян Яблоновський відбиває татарський набіг на Львів і вщент розбиває татарські частини Шебас-Гірея.
- 1727 — Англо-іспанська війна: почалася облога Гібралтару.
- 1809 — Роберт Фултон запатентував пароплав.
- 1826 — математик Микола Лобачевський публічно повідомив про створення неевклідової геометрії.
- 1826 — заснований Університетський коледж Лондона (спочатку як Лондонський університет).
- 1830 — створено Малоросійську комісію з виробництва цукру.
- 1852 — Микола Гоголь кидає у вогонь рукопис другого тому «Мертвих душ».
- 1865 — Чарльз Лютвідж Доджсон вигадав собі псевдонім «Льюїс Керрол».
- 1878 — опубліковано перший щотижневий прогноз погоди (Велика Британія).
- 1889 — ухвалено конституцію Японії, згідно з якою створено двопалатний парламент, але верховна влада залишилася за імператором.
- 1894 — загальні збори у Львові започаткували народження першого українського молодіжного спортивного товариства «Сокіл».
- 1922 — у Торонто (Канада) оголошено про відкриття інсуліну
- 1928 — відкрилися II Зимові Олімпійські ігри в Санкт-Моріці, (Швейцарія).
- 1929 — між урядом Італії в особі Беніто Муссоліні й Папою Римським Пієм XI були підписані Латеранські угоди, згідно з якими Ватикан був проголошений суверенною державою, що діє на основі теократії
- 1945 — у Лівадії (Крим) завершилася Ялтинська конференція — вершинна дипломатична зустріч лідерів США, Великої Британії й СРСР з метою вирішення питань закінчення Другої світової війни та повоєнного ладу.
- 1949 — менору затвердили як герб Ізраїлю.
- 1950 — ЦК КП(б)У ухвалив постанову про журнал «Дніпро», в якій були трафаретні звинувачення в антинародності, формалізмі тощо.
- 1953 — прем'єра мультфільму Волта Діснея «Пітер Пен».
- 1963 — в Києві розпочалася конференція з питань культури української мови. Її учасники звернулися до найвищих органів державної влади з вимогою надати українській мові статус державної.
- 1963 — «The Beatles» записали свій перший альбом «Please Please Me».
- 1964 — «The Beatles» дали свій перший концерт у Вашингтоні.
- 1965 — одруження Рінго Старра (на весіллі були присутні Джон Леннон і Джордж Гаррісон).
- 1979 — в Ірані перемогла ісламська революція.
- 1989 — відбулася установча конференція Товариства української мови імені Тараса Шевченка (тепер — Всеукраїнське товариство «Просвіта» імені Тараса Шевченка).
- 1990 — Нельсон Мандела вийшов з тюрми після 27-річного ув'язнення.
- 1992 — Республіка Ботсвана визнала незалежність України.
- 2004 — Бен Хаммерслі у статті для The Guardian винайшов слово «подкастинг».
- 2011 — президент Єгипту з 1981 р. Хосні Мубарак пішов у відставку внаслідок революції.

## Народились
Дивись також Категорія:Народились 11 лютого

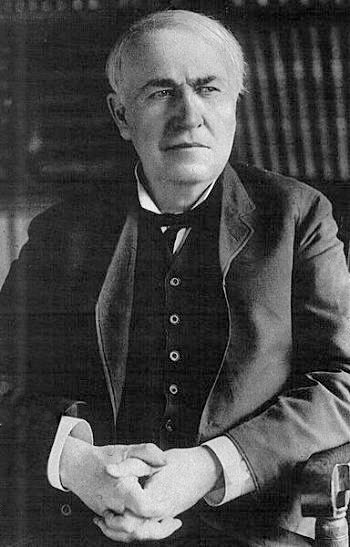
Томас Алва Едісон

- 1657 — Бернар ле Бов'є де Фонтенель, французький письменник.
- 1670 — Самійло Величко, український козацький літописець.
- 1768 — Джеймс Прічард, англійський етнолог, який вперше об'єднав всі раси та народи Землі під єдиною назвою homo sapiens.
- 1800 — Вільям Генрі Фокс Талбот, англійський фізик, один із винахідників фотографії.
- 1847 — Томас Алва Едісон, американський винахідник.
- 1857 — Ольга Рошкевич, українська перекладачка, збирачка фольклору.
- 1890 — Антон Середа, український графік і майстер прикладного мистецтва, педагог.
- 1898 — Лео Силард, американський фізик угорського походження, один із творців першого атомного реактора.
- 1900 — Ганс-Георг Гадамер, німецький філософ і історик.
- 1905 — Андрій Поліщук, оперний співак (баритон).
- 1906 — Сергій Гершензон, український генетик.
- 1909 — Джозеф Манкевич, американський кінорежисер («Клеопатра»), сценарист і продюсер.
- 1917 — Джузеппе Де Сантіс, італійський кінорежисер, один із батьків неореалізму.
- 1917 — Сідні Шелдон, американський письменник і сценарист (працював у жанрах детективу та фантастики).
- 1922 — Леслі Нільсен, американський комедійний кіноактор («Голий пістолет»).
- 1934 — Мері Квант, британська модельєрка, авторка ідеї міні-спідниці.
- 1961 — Кері Ловелл, американська модель і кіноакторка.
- 1964 — Шеріл Кроу, американська співачка та музикантка.
- 1965 — Степан Полторак, генерал армії України, міністр оборони України.
- 1969 — Дженніфер Еністон, американська акторка, продюсерка, режисерка та підприємиця.
- 1974 — Ярослав Шпачек, чеський хокеїст.
- 1977 — Майк Шинода, американський музикант, MC, художник, дизайнер-графік, один із засновників рок-гурту «Linkin Park»
- 1981 — Келлі Роуленд, американська R&B-співачка, акторка, авторка пісень, лауреатка премії Греммі.
- 1982 — Наталі Дормер, британська актриса (серіал «Гра престолів» та ін.).
- 1983 — Рафаел ван дер Варт, нідерландський футболіст, призер чемпіонату світу 2010 та Європи 2004.
- 1987 — Беат Фойц, швейцарський гірськолижник, олімпійський чемпіон 2022, чемпіон світу.
- 1992 — Тейлор Лотнер, американський актор кіно, телебачення та озвучування, співак.
- 1992 — Лассе Норман Гансен, данський велогонщик, дворазовий олімпійський чемпіон.
- 1993 — Карл Гайгер, німецький стрибун на лижах з трампліну, багаторазовий чемпіон світу.
- 1994 — Ван Шунь, китайський плавець, олімпійський чемпіон.

## Померли

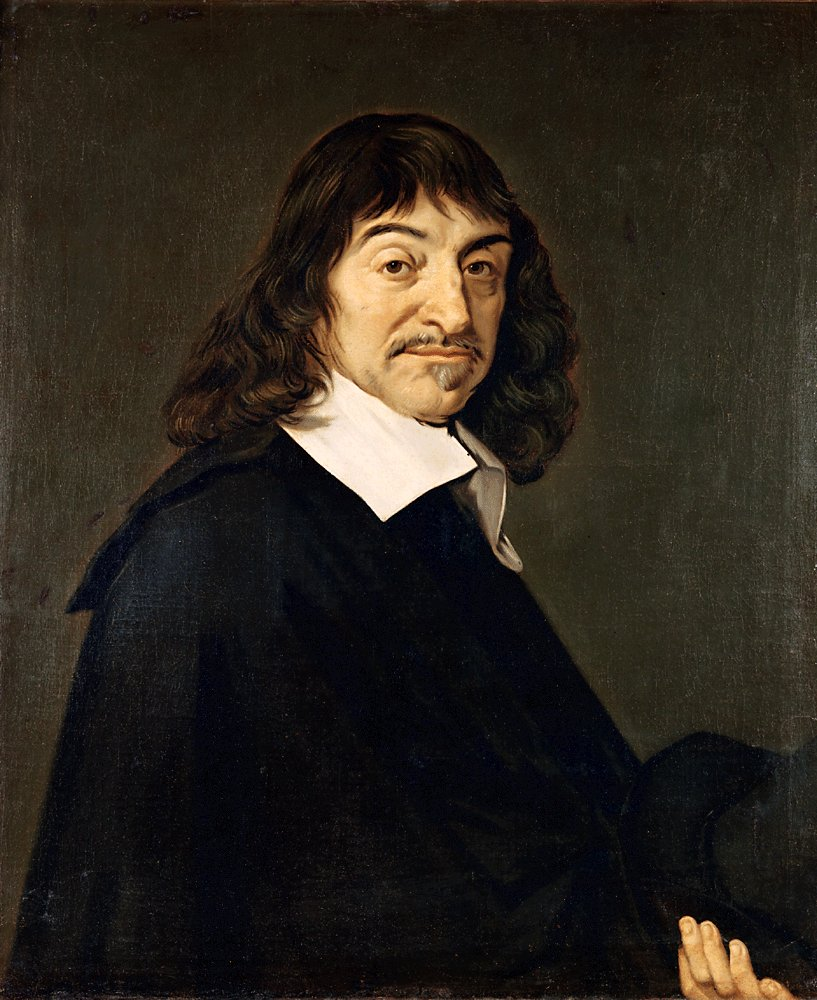
Рене Декарт

Дивись також Категорія:Померли 11 лютого
- 641 — Іраклій, візантійський імператор.
- 1324 — Карл фон Трір, 16-й Великий Магістр Тевтонського ордену.
- 1650 — Рене Декарт, французький філософ і фізик.
- 1868 — Леон Фуко, французький фізик і астроном.
- 1929 — Йоганн II, князь Ліхтенштейну, правив 70 років.
- 1948 — Сергій Ейзенштейн, радянський кінорежисер.
- 1963 — Сильвія Плат, американська феміністська поетеса та письменниця.
- 1993 — Роберт Вільям Голлі, біохімік, Нобелівський лауреат.
- 2000 — Роже Вадим, французький кінорежисер («І бог створив жінку»).
- 2006 — Пітер Бредфорд Бенчлі, американський автор.
- 2012 — Вітні Г'юстон, американська співачка, авторка пісень, акторка та модель, володарка премій «Греммі» та «Еммі».
- 2021 — Джоан Велдон, американська акторка театру, кіно і телебачення 50-х років.